# Młodzieżowe Indywidualne Mistrzostwa Australii na Żużlu 2009
Młodzieżowe indywidualne mistrzostwa Australii 2009
31 stycznia wyłoniony zostanie najlepszy Australijczyk w gronie młodzieżowców.
Faworytami zawodów będą Richard Sweetman, Kozza Smith i Darcy Ward. Do rywalizacji o tytuł mogą się także włączyć żużlowcy - Josh Grajczonek i Mitchel Davey.

## Lista startowa
Jake Anderson, Mitchell Davey, Alex Davies, Josh Grajczonek, Tom Hedley, Todd Kurtz, Sam Masters, Michael Penfold, Taylor Poole, Justin Sedgman, Ryan Sedgman, Hugh Skidmore, Kozza Smith, Aaron Summers, Richard Sweetman, Darcy Ward oraz rezerwowi Richard Wallace i Ashley Cathcart.

## Wyniki
W fazie zasadniczej zawodów Darcy Ward zdobył 14 punktów, tylko raz musiał uznać wyższość rywala - w biegu szóstym przegrał z Kozza Smithem, który w finałowych zawodach uplasował się na drugiej pozycji. Trzecie miejsce wywalczył Aaron Summers. O dużym pechu może mówić Josh Grajczonek, który w głównej części zawodów był czołową postacią, jednak w półfinale zajął ostatnie miejsce i musiał pożegnać się z marzeniem o medalu.
- 31 stycznia 2009 r. (sobota),  Gosford

| Msc. | Zawodnik             | Klub                  | Pkt   |              |  |
| ---- | -------------------- | --------------------- | ----- | ------------ |  |
| 1    | (10) Darcy Ward      | Queensland            | 14+3  | (3,2,3,3,3)  |  |
| 2    | (2) Kozza Smith      | Nowa Południowa Walia | 13+2  | (3,3,1,3,3)  |  |
| 3    | (1) Aaron Summers    | Australia Południowa  | 12+1  | (2,3,2,3,2)  |  |
| 4    | (3) Justin Sedgmen   | Wiktoria              | 7+3+0 | (1,2,1,0,3)  |  |
| 5    | (5) Richard Sweetman | Nowa Południowa Walia | 11+2  | (3,1,3,2,2)  |  |
| 6    | (7) Mitchell Davey   | Queensland            | 9+1   | (2,3,1,2,1)  |  |
| 7    | (16) Josh Grajczonek | Queensland            | 11+0  | (2,3,3,1,2)  |  |
| 8    | (11) Sam Masters     | Nowa Południowa Walia | 7     | (w,1,1,2,3)  |  |
| 9    | (15) Alex Davies     | Nowa Południowa Walia | 6     | (1,d,2,3,-)  |  |
| 10   | (9) Hugh Skidmore    | Nowa Południowa Walia | 5     | (w,2,3,w,ns) |  |
| 11   | (13) Todd Kurtz      | Nowa Południowa Walia | 5     | (3,u,2,-,ns) |  |
| 12   | (4) Tom Hedley       | Wiktoria              | 5     | (0,2,0,2,1)  |  |
| 13   | (14) Ryan Sedgmen    | Wiktoria              | 4     | (0,1,2,1,0)  |  |
| 14   | (6) Jake Anderson    | Wiktoria              | 3     | (0,0,0,1,2)  |  |
| 15   | (8) Michael Penfold  | Nowa Południowa Walia | 3     | (1,1,0,w,1)  |  |
| 16   | (12) Taylor Poole    | Nowa Południowa Walia | 1     | (1,-,-,-,-)  |  |
|      | rez. Richard Wallace | Nowa Południowa Walia | 3     | (2,0,0,u,1)  |  |
|      | rez. Daniel Begley   | Queensland            | 1     | (1,0)        |  |
|      | Ashley Cathcart      | Queensland            |       |              |  |

Bieg po biegu:
1. Smith, Summers, J. Sedgmen, Hedley
2. Sweetman, Davey, Penfold, Anderson
3. Ward, Wallace, Poole, Masters (w), Skidmore (w) / Wallace za Skidmore
4. Kurtz, Grajczonek, Davies, R. Sedgmen
5. Summers, Skidmore, Sweetman, Kurtz (u)
6. Smith, Ward, R. Sedgmen, Anderson
7. Davey, J. Sedgmen, Masters, Davies (d)
8. Grajczonek, Hedley, Penfold, Wallace / Wallace za Poole
9. Grajczonek, Summers, Masters, Anderson
10. Sweetman, Davies, Smith, Wallace / Wallace za Poole
11. Skidmore, R. Sedgmen, J. Sedgmen, Penfold
12. Ward, Kurtz, Davey, Hedley
13. Summers, Davey, R. Sedgmen, Wallace (u) / Wallace za Poole
14. Smith, Masters, Begley, Penfold (w) / Begley za Kurtza
15. Ward, Sweetman, Grajczonek, J. Sedgmen
16. Davies, Hedley, Anderson, Skidmore (w)
17. Ward, Summers, Penfold, Begley / Begley za Daviesa
18. Smith, Grajczonek, Davey, Skidmore (ns)
19. J. Sedgmen, Anderson, Wallace, Kurtz (ns) / Wallace za Poole
20. Masters, Sweetman, Hedley, R. Sedgmen
21. Baraż: J. Sedgmen, Sweetman, Davey, Grajczonek
22. Finał: Ward, Smith, Summers, J. Sedgmen